# AFC Ajax (piłka nożna kobiet)
AFC Ajax – holenderski klub piłki nożnej kobiet, mający siedzibę w stolicy kraju, mieście Amsterdam, występujący od sezonu 2015/16 w rozgrywkach Vrouwen Eredivisie, a w latach 2012–2015 w nowo powstałej, transgranicznej lidze Belgii i Holandii (BeNe League).

## Historia
Chronologia nazw:
- 2012: AFC Ajax

Kobieca drużyna piłkarska AFC Ajax została założona w Amsterdamie 18 maja 2012 roku jako kobieca sekcja klubu AFC Ajax i była jedną z założycieli BeNe League.
W sezonie 2012/13 drużyna startowała w pierwszych rozgrywkach BeNe League, w której doszło do połączenia belgijskiej First Division i holenderskiej Eredivisie. W debiutowym sezonie zajęła czwarte miejsce w lidze, ale otrzymała brązowe medale mistrzostw Holandii, tak jak była trzecią najlepszą drużyną holenderską w zjednoczonej lidze. W następnych dwóch sezonach został sklasyfikowana na trzeciej pozycji ligi, otrzymując srebrne medale mistrzostw Holandii. Również w 2013/14 po raz pierwszy zdobyła Puchar Holandii. Od sezonu 2015/16 ponownie rozgrywano osobne mistrzostwa Holandii w Vrouwen Eredivisie. Jak i poprzednio klub zdobył wicemistrzostwo, a w następnych dwóch sezonach został mistrzem kraju, dodając Puchar. W następnych latach zespół nie opuszczał podium (poniżej trzeciego miejsca), wygrywając jeszcze mistrzostwa w sezonie 2022/23.

## Barwy klubowe, strój, herb, hymn
|  |  |

Klub ma barwy czerwono-białe. Piłkarki domowe spotkania zazwyczaj grają w białych koszulkach z czerwonym pionowym pasem pośrodku, białych spodenkach oraz białych getrach.
Na herbie klubu widnieje obrazek prezentujący głowę herosa starożytnej Grecji, Ajaksa Wielkiego, który składa się z jedenastu linii, co symbolizuje jedenastu zawodników na boisku piłkarskim.

## Sukcesy

### Trofea międzynarodowe
| \| \| Zdobyte trofea w rozgrywkach międzynarodowych (stan na: 31-05-2023) \| |                                                                     |      |                  |
| Rozgrywki                                                                    | Osiągnięcie                                                         | Razy | Sezon(y)         |
| Liga Mistrzyń UEFA                                                           | zdobywca                                                            | 0    |                  |
| Liga Mistrzyń UEFA                                                           | finalista                                                           | 0    |                  |
| Liga Mistrzyń UEFA                                                           | 1/8 finału                                                          | 2    | 2018/19, 2023/24 |
| FIFA                                                                         | Zdobyte trofea w rozgrywkach międzynarodowych (stan na: 31-05-2023) |      |                  |

### Trofea krajowe
| \| \| Zdobyte trofea w rozgrywkach Holandii (stan na: 31-05-2023) \| |                                                             |      |                                                      |
| Rozgrywki                                                            | Osiągnięcie                                                 | Razy | Sezon(y)                                             |
| Mistrzostwo                                                          | I miejsce                                                   | 3    | 2016/17, 2017/18, 2022/23                            |
| Mistrzostwo                                                          | II miejsce                                                  | 6    | 2013/14, 2014/15, 2015/16, 2018/19, 2019/20, 2021/22 |
| Mistrzostwo                                                          | III miejsce                                                 | 2    | 2012/13, 2020/21                                     |
| Puchar                                                               | zdobywca                                                    | 5    | 2013/14, 2016/17, 2017/18, 2018/19, 2021/22          |
| Puchar                                                               | finalista                                                   | 2    | 2014/15, 2015/16                                     |
| Superpuchar                                                          | zdobywca                                                    | 0    |                                                      |
| Superpuchar                                                          | finalista                                                   | 2    | 2022, 2023                                           |
| Puchar Ligi                                                          | zdobywca                                                    | 1    | 2020/21                                              |
| Puchar Ligi                                                          | finalista                                                   | 2    | 2021/22, 2022/23                                     |
| II liga                                                              | I miejsce                                                   | 0    |                                                      |
| II liga                                                              | II miejsce                                                  | 0    |                                                      |
| II liga                                                              | III miejsce                                                 | 0    |                                                      |
| Holandia                                                             | Zdobyte trofea w rozgrywkach Holandii (stan na: 31-05-2023) |      |                                                      |

### Inne trofea
- BeNe League:
  - 3.miejsce (2x): 2013/14, 2014/15

## Poszczególne sezony

### Rozgrywki międzynarodowe

#### Europejskie puchary
Klub 5 razy uczestniczył w rozgrywkach europejskich.

### Rozgrywki krajowe
| \| Holandia \| Bilans występów klubu w rozgrywkach piłkarskich Holandii (Stan na 31 maja 2023 r.) \| \| |                                                                                    |        |       |   |   |   |    |    |     |            |        |        |      |
| Poziom                                                                                                  | Rozgrywki                                                                          | Sezony | Mecze | Z | R | P | B+ | B– | Pkt | Lata       | Awanse | Spadki | Naj. |
| I | Hoofdklasse / Eredivisie                                                           | 11     |       |   |   |   |    |    |     | od 2012/13 | 0      | 0      | 1    |
| II | Hoofdklasse / Topklasse                                                            | 0      |       |   |   |   |    |    |     |            |        |        |      |
| III | Hoofdklasse                                                                        | 0      |       |   |   |   |    |    |     |            |        |        |      |
| | Puchar Holandii                                                                    | 11     |       |   |   |   |    |    |     | od 2012/13 | 0      | 0      | 1    |
| | Superpuchar Holandii                                                               | 2      |       |   |   |   |    |    |     | od 2022    | 0      | 0      | 2    |
| Holandia                                                                                                | Bilans występów klubu w rozgrywkach piłkarskich Holandii (Stan na 31 maja 2023 r.) |        |       |   |   |   |    |    |     |            |        |        |      |

## Piłkarki, trenerzy, prezydenci i właściciele klubu

### Piłkarki

#### Aktualny skład zespołu
Stan na 8.09.2023:
| Nr | Poz. | Piłkarz                  |
| -- | ---- | ------------------------ |
| 1  | BR   | Regina van Eijk          |
| 3  | OB   | Roos van der Veen        |
| 5  | OB   | Soraya Verhoeve          |
| 6  | PO   | Jonna van de Velde       |
| 7  | NA   | Romée Leuchter           |
| 8  | PO   | Sherida Spitse (kapitan) |
| 9  | NA   | Nikita Tromp             |
| 10 | PO   | Nadine Noordam           |
| 11 | NA   | Ashleigh Weerden         |
| 12 | NA   | Isabelle Hoekstra        |
| 13 | BR   | Lois Niënhuis            |
| 15 | NA   | Chasity Grant            |
| 16 | PO   | Danique Noordman         |

| Nr | Poz. | Piłkarz            |
| -- | ---- | ------------------ |
| 17 | NA   | Bente Jansen       |
| 18 | OB   | Milicia Keijzer    |
| 19 | NA   | Tiny Hoekstra      |
| 20 | PO   | Lily Yohannes      |
| 21 | PO   | Rosa van Gool      |
| 22 | PO   | Quinty Sabajo      |
| 23 | NA   | Lotte Keukelaar    |
| 24 | PO   | Iris Stiekema      |
| 24 | OB   | Daliyah de Klonia  |
| 25 | OB   | Kay-lee de Sanders |
| 26 | OB   | Isa Kardinaal      |
| 29 | NA   | Danique Tolhoek    |
| 31 | BR   | Dionne van der Wal |

### Trenerzy
- 2012–2017:  Ed Engelkes
- 2017–2019:  Benno Nihom
- 2019–2022:  Danny Schenkel
- od 07.2022:  Suzanne Bakker

## Struktura klubu

### Stadion
Drużyna rozgrywała swoje mecze domowe (ligowe i pucharowe) w Amsterdamie na boisku Sportpark De Toekomst, który może pomieścić 5.000 widzów oraz mecze międzynarodowe na stadionie Johan Cruyff Arena, który może pomieścić 55.865 widzów.

## Kibice i rywalizacja z innymi klubami

### Derby
- Feyenoord
- PSV Eindhoven
- FC Utrecht
- ADO Den Haag